# Sagast
Sagast ist ein Ortsteil der Stadt Putlitz im Landkreis Prignitz in Brandenburg. Der Ort mit dem bewohnten Gemeindeteil Neu Sagast und dem Wohnplatz Steinfeld liegt nordwestlich der Kernstadt Putlitz an der Landesstraße L 104 und an der Sagast. Nördlich verläuft die Landesgrenze zu Mecklenburg-Vorpommern.

## Geschichte
Sagast ist von seiner Gründung her ein Rundling.

### Eingemeindungen
Am 31. Dezember 2001 wurde Sagast in die Stadt Putlitz eingemeindet.

## Sehenswürdigkeiten
- In der Liste der Baudenkmale in Putlitz ist für Sagast ein Vierseithof (Dorfring 1), bestehend aus Wohnhaus, drei Wirtschaftsgebäuden sowie Hühner- und Taubenhaus, als einziges Baudenkmal aufgeführt.